# Sistema di gestione dei ponti

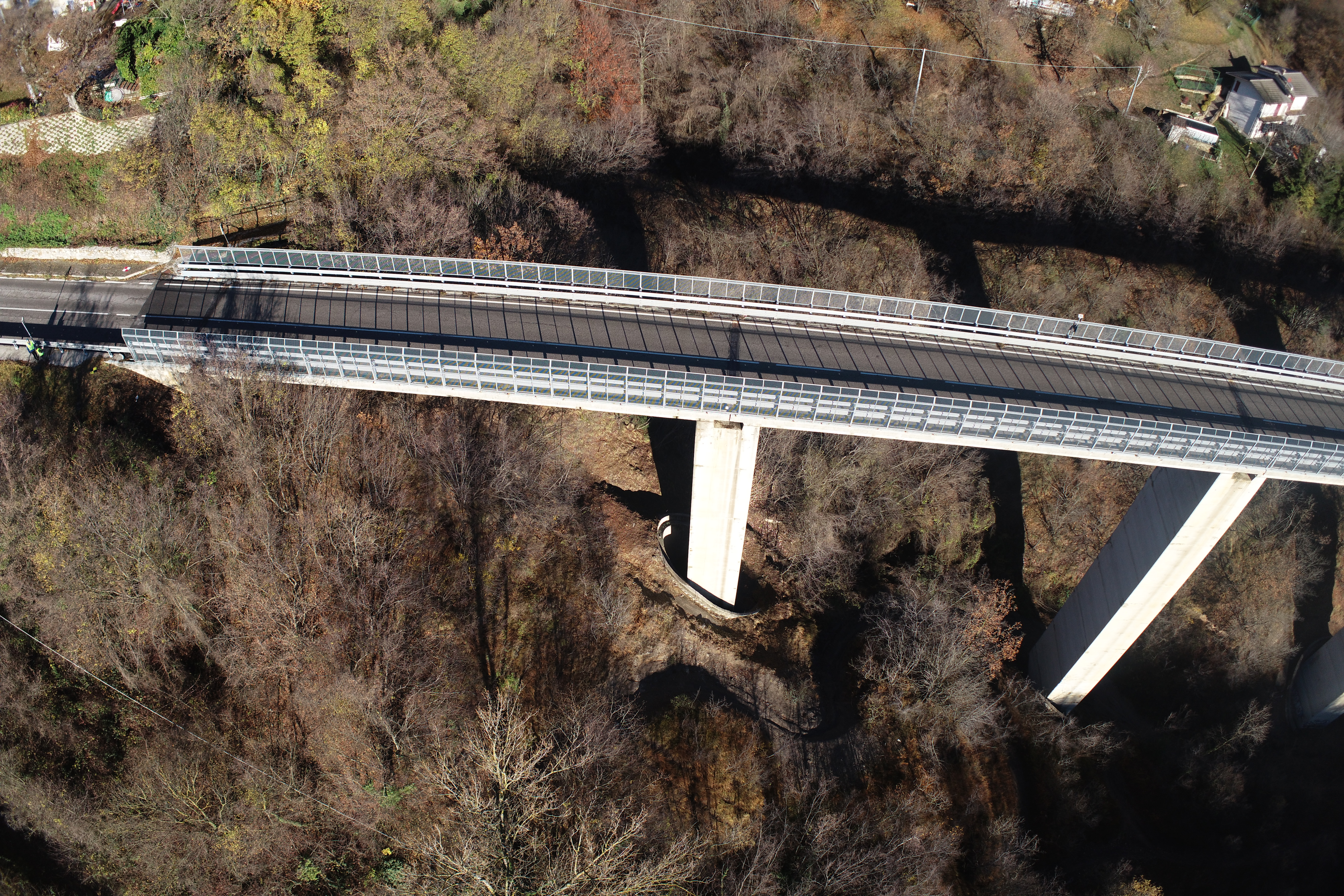
Vista aerea da drone di un ponte durante un'ispezione visiva per la valutazione della salute strutturale.

Un sistema di gestione dei ponti (in inglese Bridge Management System, BMS) è un insieme di metodologie e procedure per la gestione delle informazioni e operazioni di monitoraggio dei ponti. Il sistema di gestione è in grado di documentare ed elaborare le informazioni relative all'intero ciclo di vita del ponte, in particolare per le fasi di progettazione, costruzione, monitoraggio, manutenzione e fine esercizio.
Introdotta in letteratura nel 1987, la sigla BMS è comunemente adottata nell'ambito dell'ingegneria strutturale per indicare uno o più strumenti digitali o software che agevolano la documentazione tecnica di ogni operazione realizzata sulla singola struttura. Tale architettura software è progettata per soddisfare le esigenze degli enti gestori stradali interessati a monitorare lo stato di salute strutturale e di agibilità dei propri ponti adottando una procedura basata principalmente su 4 pilastri: archiviazione dei dati, gestione dei costi e delle operazioni di costruzione, analisi e valutazione strutturale, pianificazione e ottimizzazione della manutenzione.
L'implementazione di un BMS è solitamente costituita dall'utilizzo di database relazionali, sistemi informativi territoriali (GIS) e piattaforme di modellazione delle informazioni di costruzione (BIM) denominate anche bridge information modeling (BrIM) con software di elaborazione fotogrammetrica e di scansioni laser utilizzati per la gestione di dati raccolti durante ispezioni di dettaglio. L'output dell'intera procedura, come affermato anche in alcune linee guida nazionali di diversi paesi, consiste solitamente nella definizione di una priorità di intervento su ponti classificati in diversi livelli di rischio in base alle informazioni raccolte ed elaborate .

## Storia
Sin dalla fine degli anni '80, la valutazione e il monitoraggio della salute strutturale dei ponti ha rappresentato un argomento di rilevanza nel campo della gestione delle infrastrutture civili. Negli anni '90, la Federal Highway Administration (FHWA) degli Stati Uniti ha promosso e sponsorizzato PONTIS e BRIDGEIT, due piattaforme computerizzate per l'inventario e il monitoraggio dei viadotti denominate Bridge Monitoring Systems. Negli anni successivi, anche al di fuori degli Stati Uniti, la crescente esigenza di una gestione organizzata e digitalizzata del patrimonio stradale ha portato le agenzie nazionali preposte ad adottare soluzioni sempre più complesse in grado di soddisfare i propri obiettivi: creazione di inventari e database di ispezione, pianificazione delle manutenzioni, riparazione e programmazione efficiente di interventi di riabilitazione, ottimizzazione delle risorse finanziarie per preservare la sicurezza degli utilizzatori (pedoni, automobilisti) delle strutture. 
A partire dal 2020, a seguito di alcuni eventi significativi di crollo di ponti e con una maggiore sensibilità sulle conseguenze sull'ambiente delle operazioni di gestione di grandi costruzioni come i ponti e i viadotti ha spinto alcune autorità locali responsabili della gestione delle infrastrutture civili in Paesi come Francia e Italia alla formulazione di linee guida nazionali che riportassero delle indicazioni e istruzioni operative per lo sviluppo e adozione di BMS multilivello per ottimizzare la gestione dei ponti.

## Componenti del sistema
I ricercatori nel campo dell'ingegneria strutturale hanno identificato 4 componenti principali per l'implementazione di un BMS funzionale:
- Archivio dei dati
- Gestione dei costi e dei lavori di costruzione
- Analisi strutturale e valutazione
- Pianificazione della manutenzione

### Archivio dei dati
I dati e le informazioni relative a ciascuna fase del ciclo di vita dei ponti devono essere raccolti e archiviati attraverso un approccio flessibile, che renda possibile aggiornarli e accedervi in modo efficiente. Nei BMS più adottati dagli enti di gestione tale obiettivo viene conseguito utilizzando basi di dati che permettono la documentazione digitale delle informazioni in diversi formati come testi, immagini, modelli tridimensionali e altro . L'archivio, infatti, solitamente include disegni tecnici del progetto originariamente approvato e adottato, relazioni scritte di sopralluoghi periodici condotti in loco, serie di osservazioni numeriche delle misurazioni registrate dai sensori installati ma anche dati georeferenziati sul sito della struttura e modelli 3D in scala che documentano lo stato attuale del ponte.
Mentre la raccolta della documentazione storica e progettuale della struttura è rappresentata da archivi analogici e digitali curati dai gestori responsabili della rete stradale, l'inserimento di dati geometrici implica l'utilizzo di tecniche topografiche tradizionali in forma di rilievi dedicati sul campo. Nel dettaglio, le ispezioni visive di ponti per la ricostruzione 3D di gemelli digitali consistono solitamente in operazioni di rilievo con misurazioni realizzate con GPS, fotogrammetria da terra e da drone e scansione laser . L'archiviazione e gestione di dati in questa fase implica l'adozione di GIS, BIM e software CAD per manipolare dati georeferenziati sia di tipo 2D che 3D. I prodotti risultanti includono nuvole di punti e mesh che fungono da base per la creazione di processi di modellazione delle informazioni. Le indagini sui ponti possono essere ripetute in diverse fasi del ciclo di vita della struttura e la loro frequenza dipende dal processo decisionale e dall'ordine di priorità delle operazioni di manutenzione indicati dalle linee guida nazionali .
Oltre alle ispezioni visive di tipo geomatico, vengono comunemente adottate anche altre tecniche di valutazione non distruttive, che permettono di raccogliere dati relativi non solo per la ricostruzione geometrica della struttura ma anche per l'analisi delle condizioni del materiale costitutivo. In questo caso, l'adozione di georadar per il rilevamento del deterioramento dell'armatura negli impalcati e di termografia a infrarossi per l'identificazione della delaminazione e del degrado dei componenti del ponte è ben documentata nelle ricerche accademiche in anni recenti e considerata un passo complementare ai tradizionali approcci di ispezione visiva.

### Costi e gestione dei lavori
L'accurata implementazione di un gemello digitale virtuale o di un modello BIM di una struttura è indicato come il punto di partenza per la gestione e l'ottimizzazione del budget economico per la manutenzione di un ponte. Ad esempio, i comuni BMS permettono di quantificare il costo totale dei materiali utilizzati e della manodopera specializzata da impiegare in fase di costruzione, quantificando in anticipo le spese e adottando di conseguenza migliori strategie economiche. Inoltre, una gestione a più epoche delle informazioni riferite a elementi specifici del ponte consente anche di definire tempistiche più efficienti per la pianificazione della consegna del materiale, il monitoraggio e la documentazione dello stato di avanzamento del progetto di costruzione o adeguamento, il miglioramento del programma di costruzione e il coordinamento di maestranze ed esperti. Nelle recenti applicazioni BMS, anche la sostenibilità gioca un ruolo cruciale nella definizione di procedure per l'ottimizzazione dei costi, adottando approcci dedicati come l'analisi del ciclo di vita, il calcolo dell'impronta di carbonio e del consumo energetico lungo le diverse fasi del ciclo di vita del ponte.

### Analisi e valutazione strutturale

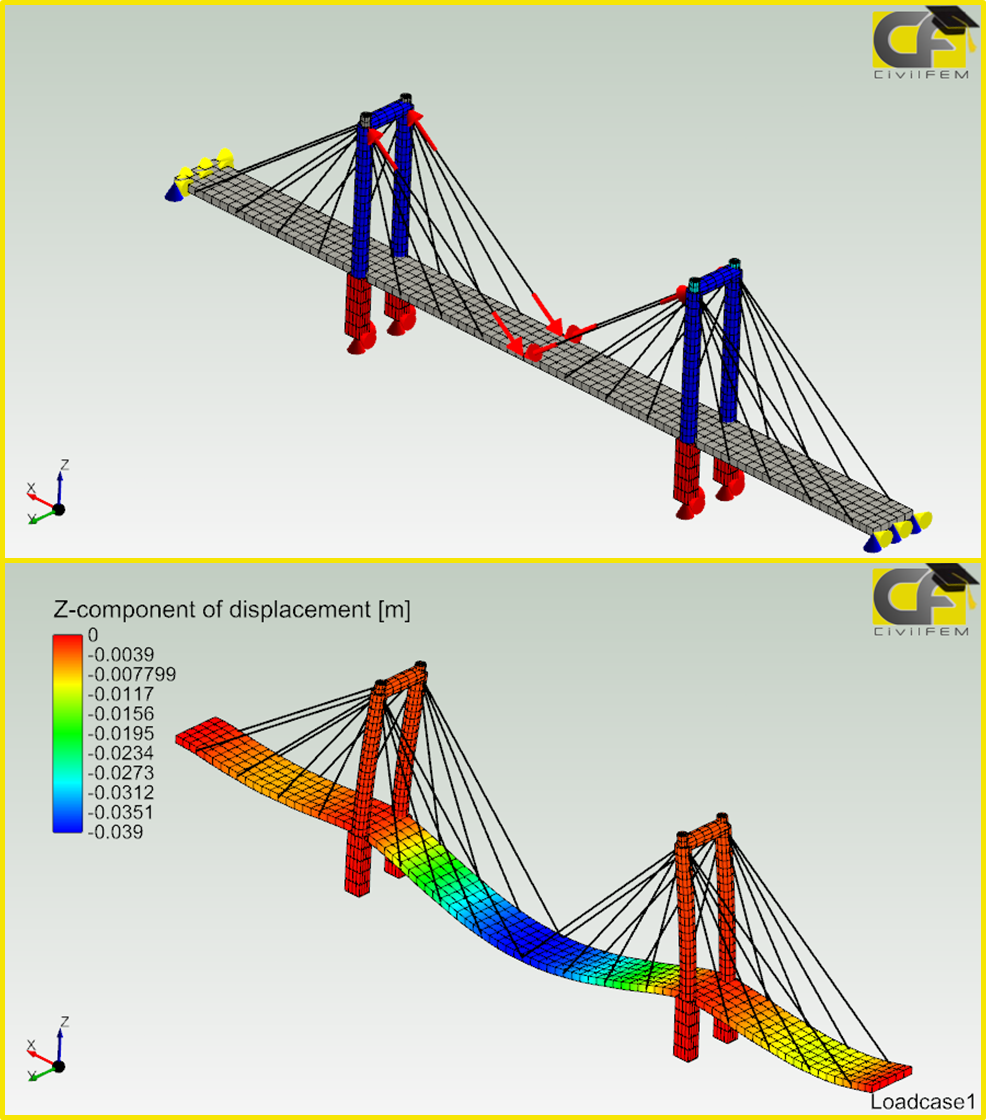
Esempio di analisi strutturale di un ponte in ambiente FEM.

L'ispezione visiva spesso comporta l'archiviazione di elevate quantità di dati nell'archivio di un BMS che serve da input per i processi basati su immagini per l'identificazione semi-automatico di difetti e danni. Mentre il metodo tradizionale si basa semplicemente sulla valutazione umana, le tecniche di visione artificiale che sfruttano l'intelligenza artificiale e l'apprendimento automatico semi-automatizzano l'estrazione di informazioni aggiuntive di interesse dalle immagini scattate durante le ispezioni. Ad esempio, recenti applicazioni della segmentazione semantica permettono di identificare gli elementi strutturali interessati da corrosione o da altri fenomeni di degrado, aiutando gli esperti ad assegnare in modo semi-automatico un livello di gravità al danno, localizzandolo anche sulla struttura. Ulteriori approfondimenti sulle condizioni della struttura vengono invece forniti da simulazioni numeriche sul comportamento meccanico del ponte con la modellazione basata sul metodo degli elementi finiti . Questo caso è particolarmente utile quando sono disponibili dati provenienti da approfondite ispezioni dettagliate o prove di carico, che forniscono un ricco inventario di informazioni anche per simulazioni computazionali sui comportamenti e sulla meccanica delle sollecitazioni.
A una scala territoriale più vasta, un approccio simile di classificazione della gravita dei danni con scala numerica viene applicato anche alla valutazione dell'intero contesto stradale in cui si inserisce la singola opera analizzata. Tali analisi quantitative sono solitamente collegate alla valutazione delle deformazioni del manto stradale con tecnologie di interferometria SAR o al calcolo e previsione del flusso medio giornaliero di traffico in ambienti GIS.
Tutti i risultati provenienti da analisi, simulazioni e classificazioni del livello di gravità vengono in seguito considerati come elemento di partenza per la definizione di uno schema di prorità di intervento, ovvero la parte centrale della componente di pianificazione della manutenzione in un framework BMS.

### Pianificazione della manutenzione
La definizione di un calendario di operazioni e di eventuali ispezioni più approfondite è un'operazione chiave nel processo decisionale di un BMS. In base ai dati quantitativi e qualitativi raccolti nel corso dele operazioni di ispezioni di routine e processati nella fase di analisi strutturale, gli utenti del BMS devono essere supportati nell'identificazione degli interventi prioritari attraverso un piano di manutenzione dedicato. Questo obiettivo è raggiunto con l'implementazione di piattaforme e strumenti che consentono alle parti interessate di esplorare dati, risultati e osservazioni e collegarli a schede informative dettagliate che riportano le condizioni di salute di ciascun elemento strutturale del ponte.
La priorità di intervento su singoli elementi o su un'intera struttura è definita attraverso un approccio multicriterio che valuta il rischio di difetto o collasso. Nel dettaglio, la procedura implica solitamente il calcolo di indici per la quantificazione della pericolosità, della vulnerabilità e dell'esposizione e ne deriva una classe di attenzione e rischio. Le classi di allerta vengono poi utilizzate come indicatori per dare priorità allo stanziamento di fondi per ulteriori e più frequenti interventi di monitoraggio o controlli delle opere soggette a rischi. Di conseguenza, i ponti la cui integrità strutturale e agibilità sono considerati a maggiore rischio vengono classificati in classi di allerta superiori, richiedendo interventi mirati. Questa fase è ritenuta fondamentale per determinare se sono necessari sopralluoghi speciali con operatori esperti e test specifici (es. test di carico ) e se è necessario installare sulle strutture sensori nuovi o aggiuntivi come estensimetri o accelerometri .

## Linee guida nazionali
Con l'obiettivo di valutare e quantificare lo stato di salute di ponti e viadotti possizionati all'interno dei propri confini nazionali, alcuni Paesi hanno formulato una serie di indicazioni generali e linee guida per l'implementazione di sistemi di gestione di ponti dedicati.

### Francia
Nel 2019, il Centro francese per lo studio dei rischi, dell'ambiente, della mobilità e dell'urbanistica (CEREMA) in accordo con l'Istituto francese di scienza e tecnologia per i trasporti ha pubblicato delle linee guida nazionali, suggerendo un metodo su più livelli di approfondimento per la valutazione e la gestione del rischio di cedimento dovuto alla perlustrazione di ponti con fondazioni in acqua. L'attuale versione delle linee guida francesi fa riferimento solo allo scalzamento dei ponti e al rischio idraulico. La metodologia proposta si sviluppa su 4 livelli:
1. Analisi sintetica: analisi puramente qualitativa del rischio su ampia scala e classificazione di una singola struttura in tre classi di rischio: basso, medio, alto
2. Analisi semplificata: analisi semi-quantitativa su ponti precedentemente classificati a rischio medio e alto
3. Analisi dettagiata: approfondimento di analisi ed esami su strutture ad alto rischio con approcci di modellazione numerica
4. Gestione del rischio: individuazione di azioni per migliorare le condizioni e/o ridurre la sensibilità dei ponti critici

### Italia

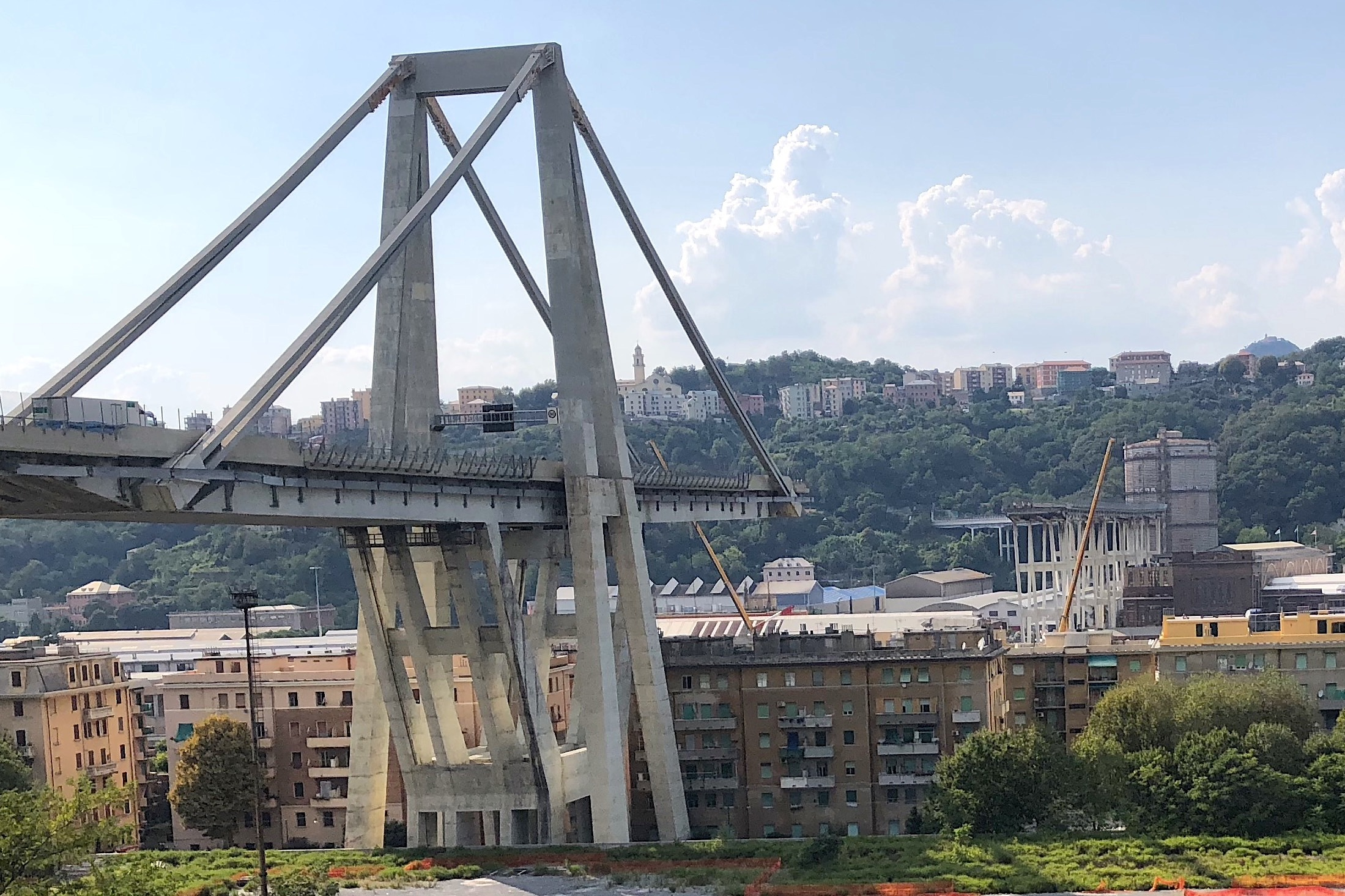
Crollo del Ponte Morandi nell'agosto 2018 a Genova (Italia).

Assicurare la sicurezza e il buon funzionamento delle infrastrutture stradali è diventata una questione urgente in Italia, soprattutto dopo i frequenti avvenimenti di crolli di ponti nel corso dell'ultimo decennio. Rispondendo alla necessità di informazioni attendibili e aggiornate sulle condizioni dei ponti, nel 2020 il Consiglio Superiore dei Lavori Pubblici italiano ha sviluppato le Linee Guida sulla Classificazione e Gestione dei Rischi. Tali linee guida stabiliscono una metodologia multilivello per documentare le caratteristiche geometriche e non del ponte, valutarne lo stato di salute attraverso ispezioni visive e identificarne danni determinando una classificazione del rischio in base a pericolo, esposizione e vulnerabilità derivate dai passaggi precedenti . In seguito, in base della classe assegnata, viene determinato il numero di livelli di indagine necessari per valutare la sicurezza della struttura ed eventuali interventi di adeguamento. Ai gestori degli asset stradali viene quindi chiesto di istituire e mantenere un sistema di gestione in grado di tracciare nel tempo gli interventi, documentando i difetti riscontrati sulle diverse porzioni del ponte e le condizioni ambientali del sito ( idrauliche, geologiche, sismologiche ). Le linee guida identificano i seguenti sei livelli :
0. Raccolta dei dati disponibili sulla costruzione del ponte, accesso agli archivi esistenti
1. Rapporti di ispezione visiva sulla geometria della struttura e sulle condizioni degli elementi del ponte
2. Classificazione di rischio della struttura in una delle cinque classi di attenzione, ovvero bassa, medio-bassa, media, medio-alta e alta
3. Valutazione semplificata della sicurezza per ponti in classe di attenzione media o medio-alta
4. Accurata valutazione della sicurezza per i ponti nella classe di attenzione elevata.
5. Analisi della resilienza a livello di rete. (Solo abbozzato nella versione attuale delle linee guida)

## Esempi
- Pontis, ora conosciuto e distribuito come AASHTOWare Bridge Management, un software di tipo BMS promosso negli Stati Uniti dalla US Federal Highway Administration per la gestione delle reti autostradali[20].
- Pontis, BMS distribuito dal 2011 nel Regno Unito da Asset Plan importato poi in Italia nel 2018, da PROPONTI, primo in Italia a calcolare la CDA.
- DANBRO+, un BMS comunemente utilizzato in Danimarca[21].
- SwissInspect, piattaforma per la gestione di digital twin svizzera specializzata nella gestione di infrastrutture civili, principalmente ponti[22].
- INBEE, una piattaforma digitale con applicazione mobile che implementa le linee guida italiane per il monitoraggio dei ponti[23].